# やまなし文学賞
やまなし文学賞（やまなしぶんがくしょう）は、日本の文学賞。正式名称は樋口一葉記念やまなし文学賞。小説部門と研究・評論部門がある。

## 概要
1992年、樋口一葉生誕120周年を記念して、一葉の出身地である山梨県および山梨県立文学館の主宰で制定された。小説部門は全国から公募し、佳作も含め3点が選ばれ、研究・評論部門は自薦・他薦によって推薦された既刊の単行本もしくは論文から2点が選ばれる。発表は募集翌年度の3月。結果は山梨県立文学館ウェブサイトに公表される。
研究・評論部門は2020年を最後に、受賞作の発表はなく、停止されたもようである。
小説部門は、第20回以降の受賞作の多くが山梨日日新聞社より刊行されている。研究・評論部門は、日本の近世文学・近代文学を扱った研究書が選ばれる場合がほとんどである。
- 主催：やまなし文学賞実行委員会
- 後援：山梨県、山梨県教育委員会、山梨日日新聞社、山梨放送
- 部門：小説部門および研究・評論部門
- 現在の選考委員

小説部門：坂上弘、長野まゆみ、佐伯一麦
研究・評論部門：中島国彦、関川夏央、兵藤裕己
- 募集期間：6月～11月
- 選考結果の発表および表彰：翌年3月

## 小説部門受賞作
- 第20回（2011年度）
  - 朝田武史『祝人伝』
- 第21回（2012年度）
  - 美⾥敏則『探骨』
- 第22回（2013年度）
  - 池田茂光『山を祭る人々』
- 第23回（2014年度）
  - ⽯⿊佐近『山峡』
- 第24回（2015年度）
  - 山本淳子『彩りの郷にて』
- 第25回（2016年度）
  - 大山ちこ『エンディイングノート』
- 第26回（2017年度）
  - 松井十四季『同調とバランス』
- 第27回（2018年度）
  - ⾜⽴絵莉『ログアウト』
- 第28回（2019年度）
  - 崎浜慎『梵字碑にザリガニ』
- 第29回（2020年度）
  - 田村修宏『銀ぎつね』
- 第30回（2021年度）
  - 杉森仁香『夏影は残る』
- 第31回（2022年度）
  - 宮沢恵理子『捩花』
- 第32回（2023年度）
  - 宮本彩子『クレソン』
- 第33回（2024年度）
  - 仁科佐和子『蝉の声』

## 研究・評論部門受賞作
- 第1回（1992年度）
  - 牟礼慶子『鮎川信夫 路上のたましい』（思潮社）
  - 栗原敦『宮沢賢治 透明な軌道の上から』（新宿書房）
- 第2回（1993年度）
  - 谷川恵一『言葉のゆくえ—明治二〇年代の文学』（平凡社）
  - 林淑美『中野重治 連続する転向』（八木書店）
- 第3回（1994年度）
  - 目崎徳衛『南城三餘集私抄』（小沢書店）
  - 中島国彦『近代文学にみる感受性』（筑摩書房）
- 第4回（1995年度）
  - 酒井憲二『甲陽軍鑑大成』全4巻（汲古書院）
  - 宮岸泰治『木下順二論』（岩波書店）
- 第5回（1996年度）
  - 菅野昭正『永井荷風巡歴』（岩波書店）
  - 細谷博『凡常の発見 漱石・谷崎・太宰』（明治書院）
- 第6回（1997年度）
  - 内田道雄『内田百閒—『冥途』の周辺』（翰林書房）
  - 関礼子『語る女たちの時代一葉と明治女性表現』（新曜社）
- 第7回（1998年度）
  - 亀井秀雄・松木博『朝天虹ヲ吐ク—志賀重昂「在札幌農學校第貮年期中日記」』（北海道大学図書刊行会）
  - 松下裕『評伝中野重治』（筑摩書房）
- 第8回（1999年度）
  - 高田衛『女と蛇—表徴の江戸文学誌』（筑摩書房）
  - 関口安義『芥川龍之介とその時代』（筑摩書房）
- 第9回（2000年度）
  - 伊藤博之『西行・芭蕉の詩学』（大修館書店）
  - 相馬庸郎『深沢七郎 この面妖なる魅力』（勉誠出版）
- 第10回（2001年度）
  - 東郷克美『太宰治という物語』（筑摩書房）
  - 兵藤裕己『＜声＞の国民国家・日本』（日本放送出版協会）
- 第11回（2002年度）
  - 清水孝純『笑いのユートピア—『吾輩は猫である』の世界』（翰林書房）
  - 山崎一穎『森鷗外・歴史文学研究』（おうふう）
- 第12回（2003年度）
  - ジャン＝ジャック・オリガス『物と眼 明治文学論集』（岩波書店）
  - 花崎育代『大岡昇平研究』（双文社出版）
- 第13回（2004年度）
  - 勝又浩『中島敦の遍歴』（筑摩書房）
  - 宗像和重『投書家時代の森鴎外 草創期活字メディアを舞台に』（岩波書店）
- 第14回（2005年度）
  - 三枝昂之『昭和短歌の精神史』（本阿弥書店）
  - 坪井秀人『戦争の記憶をさかのぼる』（筑摩書房）
- 第15回（2006年度）
  - 瀬尾育生『戦争詩論 1910—1945』（平凡社）
  - 長谷川郁夫『美酒と革嚢 第一書房・長谷川巳之吉』（河出書房新社）
- 第16回（2007年度）
  - 高橋英夫『音楽が聞える—詩人たちの楽興のとき』（筑摩書房）
  - 西田耕三『主人公の誕生 中世禅から近世小説へ』（ぺりかん社）
- 第17回（2008年度）
  - 関肇『新聞小説の時代—メディア・読者・メロドラマ』（新曜社）
  - 松本章男『西行 その歌 その生涯』（平凡社）
- 第18回（2009年度）
  - 揖斐高『近世文学の境界—個我と表現の変容』（岩波書店）
  - 紅野謙介『検閲と文学 1920年代の攻防』（河出書房新社）
- 第19回（2010年度）
  - 戸松泉『複数のテクストへ 樋口一葉と草稿研究』（翰林書房）
  - 齋藤希史『漢文スタイル』（羽鳥書店）
- 第20回（2011年度）
  - 藤田真一『蕪村余響 そののちいまだ年くれず』（岩波書店）
  - 金子幸代『鷗外と近代劇』（大東出版社）
- 第21回（2012年度）
  - 安藤宏『近代小説の表現機構』（岩波書店）
  - 鷺只雄『評伝 壷井栄』（翰林書房）
- 第22回（2013年度）
  - 高田知波『姓と性 近代文学における名前とジェンダー』（翰林書房）
  - 齋藤愼爾『周五郞伝 虚空巡礼』（白水社）
- 第23回（2014年度）
  - 奥武則『ジョン・レディ・ブラック 近代日本ジャーナリズムの先駆者』（岩波書店）
  - 品田悦一『斎藤茂吉 異形の短歌』（新潮社）
- 第24回（2015年度）
  - 高橋修『明治の翻訳ディスクール 坪内逍遙・森田思軒・若松賤子』（ひつじ書房）
  - 川平敏文『徒然草の十七世紀 近世文芸思潮の形成』（岩波書店）
- 第25回（2016年度）
  - 吉田昌志『泉鏡花素描』（和泉書院）
  - 福嶋亮大『厄介な遺産 日本近代文学と演劇的想像力』（青土社）
- 第26回（2017年度）
  - 大橋毅彦『昭和文学の上海体験』（勉誠出版）
  - 石原千秋『漱石と日本の近代』上下巻（新潮社）
- 第27回（2018年度）
  - 鈴木俊幸『近世読者とそのゆくえ 読書と書籍流通の近世・近代』（平凡社）
  - 山本芳明『漱石の家計簿 お金で読み解く生活と作品』（教育評論社）
- 第28回（2019年度）
  - 服部徹也『はじまりの漱石 『文学論』と初期創作の生成』（新曜社）
  - 河野龍也『佐藤春夫と大正日本の感性—「物語」を超えて』（鼎書房）
- 第29回（2020年度）
  - 井上隆史『暴流（ぼる）の人　三島由紀夫』（平凡社）
  - 山田俊治　ミネルヴァ日本評伝選『福地桜痴（ふくちおうち）―無駄トスル所ノ者ハ実ハ開明ノ麗華ナリ』（令和２年10月　ミネルヴァ書房）

## 選考委員
- 小説部門
  - 第1回 - 安岡章太郎 竹西寛子 三浦哲郎
  - 第13回 - 坂上弘、竹西、三浦
  - 第19回 - 坂上、津島佑子、佐伯一麦
  - 第25回 - 坂上、佐伯、長野まゆみ
  - 第30回 - 佐伯、長野 - 坂上弘死去による[2]
- 研究・評論部門
  - 第1回 - 高橋英夫、平岡敏夫、十川信介
  - 第13回 - 平岡、十川、荒川洋治
  - 高田衛、菅野昭正、十川
  - 第25回　中島国彦、関川夏央、兵藤裕巳